# Малое Заречье (Ленинградская область)
Ма́лое Заре́чье — деревня в Калитинском сельском поселении Волосовского района Ленинградской области.

## История
НОВОЕ ЗАРЕЧЬЕ — деревня владельческая при колодце, по правую сторону просёлочной дороги от с. Рожествена, число дворов — 5, число жителей: 14 м. п., 14 ж. п. (1862 год)

Согласно «Историческому атласу Санкт-Петербургской Губернии» 1863 года деревня называлась Новое Заречье.

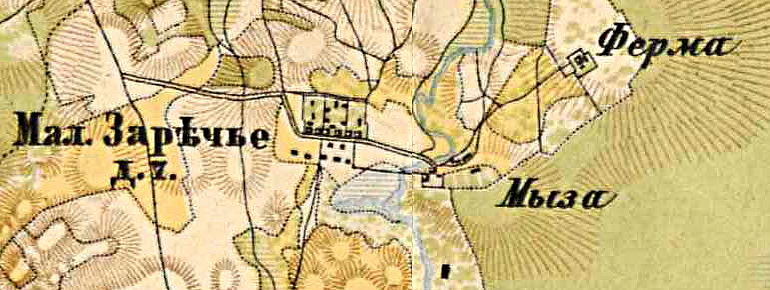
План деревни Малое Заречье. 1885 год

Согласно карте окрестностей Санкт-Петербурга в 1885 году деревня называлась Малое Заречье и состояла из 7 крестьянских дворов, к востоку от деревни располагалась мыза и ферма.
В конце XIX — начале XX века деревня административно относилась к Сосницкой волости 2-го стана Царскосельского уезда Санкт-Петербургской губернии.
По данным «Памятной книжки Санкт-Петербургской губернии» за 1905 год мыза Малое Заречье площадью 147 десятин принадлежала вдове полковника Елизавете Ивановне Веригиной.
К 1913 году количество дворов в деревне увеличилось до 8, деревня называлась Ново-Заречье.
В 1917 году деревня Малое Заречье входила в состав Сосницкой волости Царскосельского уезда.
С 1917 по 1923 год деревня Малое Заречье входила в состав Заречского сельсовета Калитинской волости Детскосельского уезда. 
С 1923 года в составе Венгиссаровской волости Троцкого уезда.
Согласно данным переписи населения СССР 1926 года в деревне Малое Заречье проживали 64 человека, большинство русские, а также финны.
С 1927 года в составе Волосовского района.
В 1928 году население двух соседних деревень Большое Заречье и Малое Заречье составляло 561 человек.

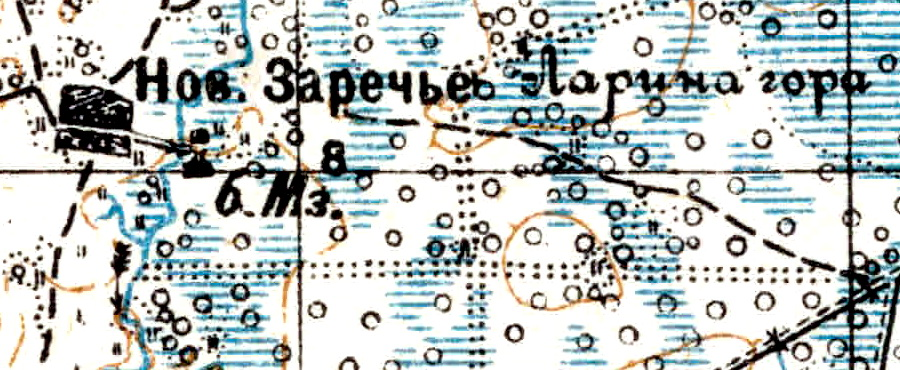
Деревня Малое Заречье на карте 1934 года

Согласно топографической карте РККА 1934 года деревня называлась Новое Заречье и насчитывала 8 дворов. К востоку от деревни располагалась «бывшая мыза» и ферма «Ларина Гора».
C 1 августа 1941 года по 31 декабря 1943 года деревня находилась в оккупации. 
С 1954 года в составе Калитинского сельсовета.
С 1963 года в составе Кингисеппского района.
С 1965 года вновь в составе Волосовского района. В 1965 году население деревни Малое Заречье составляло 8 человек.
По данным 1966, 1973 и 1990 годов деревня Малое Заречье также находилась в составе Калитинского сельсовета.
В 1997 году в деревне Малое Заречье не было постоянного населения, в 2002 году — проживали 4 человека (русские — 75 %), в 2007 году — проживал 1 человек.

## География
Деревня расположена в восточной части района на автодороге 41К-356 (Курковицы — Глумицы).
Расстояние до административного центра поселения — 12 км.
Расстояние до ближайшей железнодорожной станции Кикерино — 13 км.
К востоку от деревни проходит канал Донцо — Оредеж.

## Демография
| 1862 | 2002 | 2007 | 2010 | 2017 |
| ---- | ---- | ---- | ---- | ---- |
| 28   | ↘4   | ↘1   | ↗6   | ↗12  |

### Национальный состав
Согласно данным Всероссийской переписи населения 2021 года в деревне проживали 13 человек, все русские.

## Улицы
1-я Западная, 2-я Западная, 3-я Западная, 4-я Западная, Болотная, Заречная, Северная, Соловьиная